# ألكس ري
ألكس ري (بالإسبانية: Alejandro Rey Lugilde)‏ هو لاعب كرة قدم إسباني في مركز الوسط، ولد في 29 يناير 1998 في لوغو في إسبانيا. لعب مع نادي لوغو.

## وصلات خارجية
- ألكس ري على موقع قاعدة بيانات كرة القدم.إي يو (الإنجليزية)
- ألكس ري على موقع Soccerway.com (الإنجليزية)